# 満年齢
満年齢（まんねんれい、英語: the Western-style age system）とは、年齢や年数の数え方の一種。数え年とは異なる。
2つの年齢表現の存在は中国の1人2齢制にみられる。東アジア諸国では古くから、一般には数え年が使われてきたが、現在ではほとんどの地域で公的には満年齢に一本化された。

## 概要
生まれた日や基点となる最初の年を「0歳」「0年」から数え始め、以後1年間の満了ごとにそれぞれ1歳、1年ずつ年を加えていく考え方。ある基点からの経過年数を表す基数年である。本稿においては主に年齢に関する事柄について記述する。単に満（まん）ともいう。
0歳の場合は生後◯ヶ月と表現する。
年齢計算の方法としては、現代の日本および欧米諸国において一般的な年齢表現方法である。一方で、法的なものを含む厳密な定義においては若干の差異がある。
中国語では実歳という（数え齢は虚歳）。虚歳と実歳の存在は、旧暦と新暦に由来するともいわれ、中国的な人生観の重層を示唆するともいわれている。

## 各国の状況

### 中国
中国では満年齢（実歳）の使用が一般的になっている。ただし、中国史の資料では人物の享年の計算基準に数え年と満年齢の違いによる齟齬がみられることがあると指摘されている。例えば雍正帝（1678～1735）の享年については58歳とする資料と57歳とする資料がある。

### 日本
- 日本では1873年（明治6年）2月5日に数え年から誕生日起算へ移行、生まれたら1歳で誕生日から2歳に加算されるようになり、数え年と満年齢を折衷した折衷形となった。

- 30年近くこの体制が続いたが、1902年（明治35年）12月22日に法律上、公的には0歳（0歳の場合は生後◯ヶ月）から起算する満年齢へ移行するようになった。

- 公的以外ではその後も折衷形が約50年使われたが、1950年代前半（昭和20年代後半）に満年齢へ一本化された。

#### 期間計算の原則
まず「満了」とは、期間中の全時間が満たされ、その期間が終了することである。よって、「1年間の満了」とは1年間の最後の日の全24時間まで経過することである。「最後の日」とは起算日応当日からみると前日であるため、期間の満了は起算日応当日の前日となる。次に「起算日」は、初日を省いて翌日とするのが原則である。つまり、期間は「初日の翌日に応当する日の前日」に満了するため、結果的に1年間の満了は初日と同月同日になる。結婚記念日や創立記念日など、日常生活上の多くの記念日が「n年間の満了日」と一致するのはこのためである。

#### 期間計算の例外
年齢計算にあっては例外的に初日（出生日）を起算日とする。

#### 法令上の扱い
年齢計算にあっては例外的に初日（出生日）を起算日とするため、毎年誕生日前日の午後12時（=24時）をもって1歳を加えることになる。その上で各法令における年齢制限規定について、日を単位とする場合は時刻の部分（午後12時）を切り捨てるため、その効力は誕生日前日の初め（午前0時）から発生している。一方、時刻を単位とする場合、その効力は誕生日前日の午後12時になるまで（すなわち誕生日を迎えるまで）発生しない。単位を見分けるときは、「×歳に達した日」など「日」という文言が用いられている場合は日単位、「×歳以上」「×歳に満たない者」など「日」という文言が用いられていない場合は時刻単位と解するのが一般的である。なお、法令によっては「×歳に達した日の翌日」という規定がある。これは2月29日生まれの者に配慮した表現にすぎず、単純に「×歳の誕生日」と同じ意味である。

#### 周年
満年齢の類似として「生誕y周年」という言い方がある。これは、既に死亡した人の「生まれてからy回目の誕生日」という意味であるが、使ってよいのは先祖、大物、偉人、歴史上の人物などに限定され、一般的に慶事である。誕生日を祝うことが多いが、暦年単位でとらえ、その年の1月1日から12月31日までの全体を「今年は生誕y周年の年」と表現することもある。このほか、物故者について死亡から1年を経過した日（祥月命日）は「一周忌」と呼ぶ。

### 韓国
韓国では日常的には満年齢ではなく数え年が使用されている。法律関係は「満年齢」であるが兵役法など一部法律ではその年度から出生年度を引いた「年年齢」を採用しているため、年齢の表現には数え年・満年齢・年年齢の3種類存在することになる。